# Света Параскева (Мургаш)
Вижте пояснителната страница за други значения на Света Параскева.
„Света Параскева“ или „Света Петка“ (на македонска литературна норма: „Света Параскева“, „Света Петка“) е православна църква в село Мургаш, северната част на Северна Македония. Част е от Кумановско-Осоговската епархия на Македонската православна църква – Охридска архиепископия.
Църквата е гробищен храм в махалата на Мургаш Банковци. Иградена е в XVI – XVII век в подножието на рида Кула. Като архитектура прилича на църквата „Свети Спас“ в Довезенци. Живопис има единствено в олтара - от края на XVI - началото на XVII век. За отбелязване е допоясното изображение на свети Ахил Лариски.
- Църковни икони на хаджи Костадин от 1842 г., съхранявани в Кумановската галерия за икони
- „Свети Николай“, дар от Китан, Тасе, Миленко, Спасена, Стана, Стоянка, Санда, Коста, дърво и темпера
- „Свети Георги“, дар от Стойче, Крало, Йоан, Доде, Перко, Стойко, Станишка, Денка, Киприан, Кузман, Арсо, Трендафил и Масим Марчевски, дърво и темпера
- „Света Петка“, дар от Марко Петков, Стамена, Стамен и Йованка Марчевски, дърво и темпера
- „Свети Теодор Тирон“, дар от Стефан Ангелов и Никола Миленко